# 1973年太平洋颱風季
| 太平洋颱風季             |
| 主題頁 - 專題 - 編輯指南 |

1973年太平洋颱風季泛指在1973年全年內的任何時間，於赤道以北及國際換日線以西的太平洋水域，以及南中國海所產生的熱帶氣旋。雖然有關方面並沒有設下本颱風季的指定期限，但大部份於西北太平洋的熱帶氣旋通常都會於五月至十二月期間形成。
本條目的範圍僅侷限於赤道以北及國際換日線以西的太平洋及南海的水域。於赤道以北及國際換日線以東的太平洋水域產生的風暴則被稱為颶風，並被列入1973年太平洋颶風季。在西太平洋產生的熱帶風暴是由聯合颱風警報中心命名，國際編號為73xx。而凡進入或產生於菲律賓風暴責任範圍以內的熱帶低氣壓，菲律賓大氣地球物理和天文管理局都會為它們訂立一個菲律賓名稱，作當地警報用途；因此同一個風暴有時候會有兩個不同的名稱。
以下各熱帶氣旋資訊以熱帶氣旋存在期間的最強形態為準。

## 已被國際命名的熱帶氣旋
在1973年，有25個熱帶低氣壓形成，其中21個成為了熱帶風暴。12個成為了颱風。3個更成為了超級颱風。

### 熱帶風暴葦黛 (Wilda)
PAGASA:Atring

### 颱風比麗 (Billie)
PAGASA:Bining

### 熱帶風暴法蘭 (Fran)
PAGASA:Kuring

### 颱風愛莉斯 (Iris)
PAGASA:Daling

### 熱帶風暴鐘茵 (Joan)
PAGASA:Elang

### 颱風露爾斯 (Louise)
PAGASA:Huling
1973年9月2日，廣東省中山市受第7312號台風露爾斯影響，普降大雨到大暴雨，台風過程雨量440毫米，一小時降雨92毫米。山洪暴發，石井水庫垮壩，桂南淹沒稻田445畝，淹死1人，多人受傷。

### 颱風瑪琪 (Marge)
PAGASA:Ibiang
9月14日凌晨4點左右，7314號台風瑪琪在海南省瓊海市登陸，中心風力60米/秒，氣壓925百帕，最大的陣風超過85米/秒。登陸時錄得實測風力48米每秒(风速计稍后被毁，最大风速无法得出)。颱風瑪琪環流特別小，殺傷力巨大。狂風席卷瓊海市、萬寧市、定安縣、屯昌縣、白沙縣、昌江縣、東方市。颱風瑪琪與颱風威馬遜並列為建國以來在中國海南島登陸的最強颱風。整個海南省當時不完全統計死亡903人，尤以瓊海市為最。按屬地統計，瓊海市死亡人數達771人，重傷1531人，輕傷3825人，民房倒塌5萬多間。

### 颱風娜拉 (Nora)
PAGASA:Luming
1973年10月9日，娜拉在雅浦島西北方海面形成後，掠過呂宋東北部，再向北北西進行，掃過台灣西南部海面，由金門附近進入中國大陸。該颱風雖未登陸，卻為東部地區帶來連續三晝夜的暴雨，導致東部地區有嚴重水災及人員傷亡、失蹤[1]。

### 颱風柏茜 (Patsy)
PAGASA:Miling

### 颱風露芙 (Ruth)
PAGASA:Narsing

### 熱帶風暴維娜 (Vera)
PAGASA:Openg

## 未被國際命名的熱帶氣旋
除了被命名的熱帶氣旋外，還有一些沒被命名的熱帶低氣壓的熱帶氣旋。以下列出那些熱帶氣旋的資料。

### 熱帶低氣壓
PAGASA:Goring

## 熱帶氣旋名單
| - Agnes - Bess - Carmen - Della - Elaine - Faye - Gloria - Hester - Irma - Judy - Kit - Lola - Mamie - Nina - Ora - Phylli - Rita - Susan - Tess - Viola - Winnie | - Alice - Betty - Cora - Doris - Elsie - Flossie - Grace - Helen - Ida - June - Kathy - Lorna - Marie - Nancy - Olga - Pamela - Ruby - Sally - Therese - Violet - Wilda 1W | - Anita 2W - Billie 4W - Clara 3W - Dot 5W - Ellen 6W - Fran 7W - Georgia 8W - Hope 9W - Iris 10W - Joan 12W - Kate 13W - Louise 15W - Marge 16W - Nora 17W - Opal 18W - Patsy 19W - Ruth 20W - Sarah 21W - Thelma 22W - Vera 23W - Wanda | - Amy - Babe - Carla - Dinah - Emma - Freda - Gilda - Harriet - Ivy - Jean - Kim - Lucy - Mary - Nadine - Olive - Polly - Rose - Shirley - Trix - Virginia - Wendy |